# فنپروبامات
فنپروبامات (انگلیسی: Phenprobamate) (Gamaquil, Isotonil) یک شل کننده عضلات اسکلتی با اثر مرکزی است، با اثرات آرام بخش و ضد تشنج اضافی. عوارض مصرف بیش از حد آن مشابه باربیتورات‌ها است. مکانیسم اثر آن احتمالاً شبیه مپروبامات است. فنپروبامات در انسان به عنوان یک ضد اضطراب استفاده شده‌است و هنوز هم گاهی اوقات در بیهوشی عمومی و برای درمان گرفتگی عضلات و اسپاسم استفاده می‌شود. فنپروبامات هنوز در برخی از کشورهای اروپایی استفاده می‌شود، اما به طور کلی با داروهای جدیدتر جایگزین شده‌است. فنپروبامات با تجزیه اکسیداتیو گروه کاربامات و ارتو هیدروکسیلاسیون حلقه بنزن متابولیزه می‌شود و توسط کلیه‌ها در ادرار دفع می‌شود.